# Melacoryphus lateralis
Melacoryphus lateralis (syn. Neacoryphus lateralis) ist eine Wanze aus der Familie der Bodenwanzen (Lygaeidae). Die Wanze wird im Englischen auch als Charcoal Seed Bug („Holzkohle-Samenwanze“) bezeichnet.

## Merkmale
Die Wanzen werden 7–10 mm lang. Sie sind dunkelgrau bis schwarz gefärbt. Der Halsschild weist am vorderen Rand ein oranges Band auf. Am hinteren Rand befindet sich an den seitlichen Ecken sowie mittig ein oranger Fleck. Der äußere Rand des Corium ist orange gefärbt.
Die Art ist von anderen Vertretern der Gattung Melacoryphus an folgenden Merkmalen zu unterscheiden: Voll geflügelt (makropter), Membran der Flügelhalbdecken am basalen Rand dunkelbraun bis schwarz (nicht weiß), gewöhnlich aber etwas mittig mit einem undeutlichen weißen Fleck. Das Corium besitzt außen eine rote Zeichnung, sein Hinterrand ist aber immer braun bis schwarz. Die Seitenränder des Hinterleibs sind gleichfarben zum übrigen Hinterleib dunkel, nicht rot abgesetzt. Das Schildchen (Skutellum) ist einfarbig dunkel, seine Spitze nicht rot gefärbt.

## Verbreitung
Melacoryphus lateralis kommt in der Nearktis vor. Ihr Verbreitungsgebiet liegt im Westen der Vereinigten Staaten, insbesondere in den Wüstengegenden von Arizona, Nevada und Kalifornien. Sie kommt außerdem in Mexiko vor. Einzelnachweise liegen auch aus Kanada vor (British Columbia, Saskatchewan, Ontario).

## Lebensweise
Die Wanzen ernähren sich von Samen verschiedener krautiger Pflanzen. In den Sommermonaten Juli und August kann es zu einem Massenauftreten der Wanzen kommen.

## Taxonomie
Die Art wurde durch William Sweetland Dallas im Jahr 1852, als Lygaeus lateralis erstbeschrieben und später in die Gattung Melanocoryphus transferiert. Für deren Neuwelt-Vertreter wurde durch Samuel Hubbard Scudder 1965 eine neue Gattung Neacoryphus aufgestellt. 1988 trennte Alex Slater die Artengruppe um diese Art in eine neue Gattung Melacoryphus ab, Melacoryphus lateralis ist die Typusart dieser Gattung. Diese Aufspaltung wird allerdings nicht von allen Taxonomen anerkannt, so dass einige den Namen Neacoryphus lateralis weiterhin für den gültigen Namen der Art ansehen. Die Gattung Melacoryphus umfasst außerdem weitere zehn Arten in Nord- und Mittelamerika.